# Drop kori
Drop kori (Ardeotis kori) je velký pták z čeledi dropovitých. S délkou až 1,2 m a maximální hmotností 19 kg náleží k největším létajícím ptákům vůbec a je i zároveň nejtěžším letu schopným ptákem v Africe. Samice jsou přitom výrazně menší než samci. Je převážně šedý s černou chocholkou na hlavě a žlutými končetinami. K životu vyhledává suché, travnaté nebo křovinaté oblasti v nadmořské výšce 700–2000 m n. m. na území východní a jižní Afriky.
 Zdržuje se převážně na zemi, kde pátrá po malých obratlovcích, zejména po ještěrkách a hadech, hmyzu, semenech a plodech. Stejně jako všechny druhy dropů je i drop kori polygamní – samci se totiž páří hned s několika samicemi, jejichž pozornost se snaží zaujmout mj. i nafukováním svého krku, který tak mohou zvětšit až 4x. Své družky následně opouští a veškerou inkubaci vajec i následnou péči o potomstvo přenechává na nich. Hnízdo je jednoduchý dolík v zemi, do kterého klade 2–3 vejce. Jejich inkubace pak trvá 23–24 dnů.

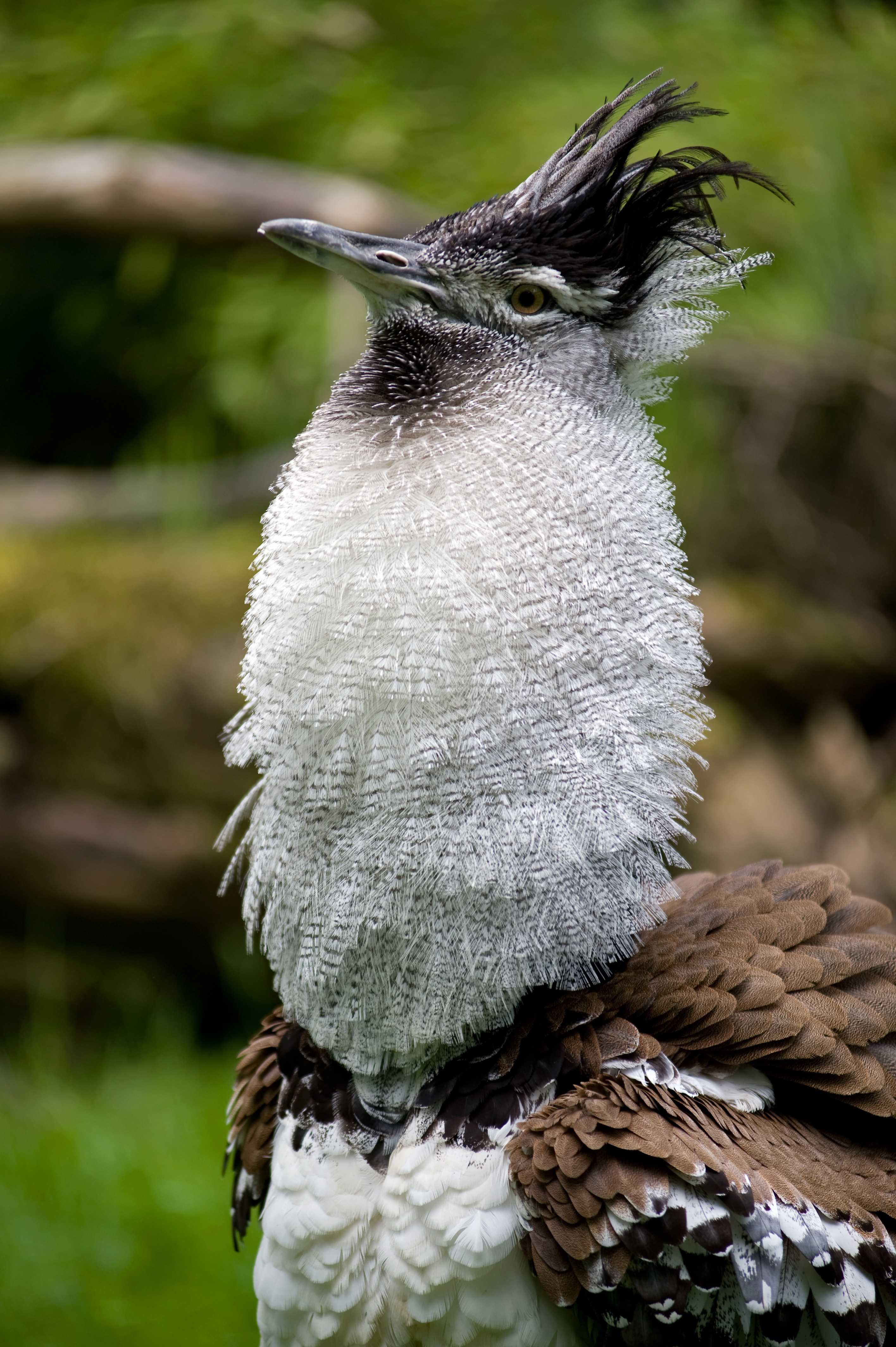
Samec s nafouklým krkem